# Joseph Lesurques
Joseph Lesurques (Douai, 1 d'abril, 1763 - París, 3 d'octubre, 1796), fou una de les preteses víctimes dels errors de la justícia.
Va servir en un regiment d'Alvèrnia i va aconseguir després una posició molt desfogada especulant sobre béns nacionals. Va traslladar el seu domicili a París i, al cap de poc temps d'aquest trasllat, va ocórrer a la carretera de Melun, prop de Liuesant, l'assassinat del correu de Lió (27 d'abril de 1796), sent el robatori l'únic mòbil de els assassins. Es va sospitar d'un tal Guénot, amic de Lesurques, però desproveïda de fonament semblant acusació, se li va posar en llibertat, i, en anar a reclamar del jutge d'instrucció certs papers, li va acompanyar Lesurques, que, segons sembla, tenia una gran semblança amb un dels assassins, per la qual cosa van fixar en ell la seva atenció diversos testimonis, en especial la serventa d'una posada en què havien estat els malfactors, tots van estar contestes a afirmar que Lesurques era un d'ells.
Courriol, un dels autors de l'assassinat, es va negar davant del jutge a reconèixer al seu pretès company; malgrat això, i no obstant haver intentat en va Lesurques provar la coartada, davant les rotundes afirmacions dels testimonis, va ser condemnat a mort, igual que Courriol, i executats ambdós.
Sobre aquest afer escriviren Louis-Mathurin Moreau, Paul Siraudin i Alfred Delacour, el cèlebre drama Le courrier de Lyon, portat al cinema el 1937 pels directors Claude Autant-Lara i Maurice Lehmann.